# 埃皮讷圣母村
埃皮讷圣母村（法語：Notre-Dame-d'Épine，法語發音：[nɔtʁ dam depin]）是法国厄尔省的一个市镇，位于该省西部偏北，属于贝尔奈区。

## 地理
埃皮讷圣母村（49°11'50"N, 0°36'3"E）面积1.7 平方千米，位于法国诺曼底大区厄尔省，该省份为法国北部内陆省份，北起滨海塞纳省，西接奧恩省和卡爾瓦多斯省，南至厄尔-卢瓦省，东临瓦兹省、瓦兹河谷省和伊夫林省。
与埃皮讷圣母村接壤的市镇（或旧市镇、城区）包括：日韦维尔、莫尔桑、讷维尔叙欧图。
埃皮讷圣母村的时区为UTC+01:00、UTC+02:00（夏令时）。

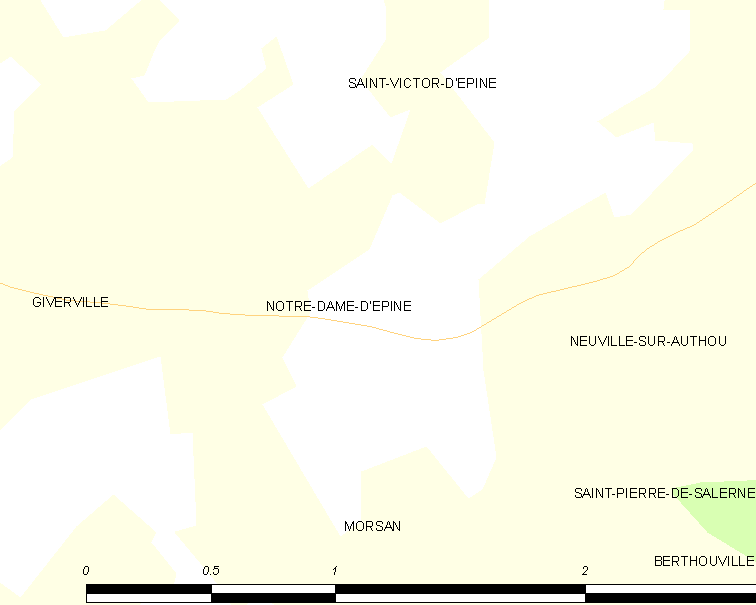
埃皮讷圣母村的OSM定位图

## 行政
埃皮讷圣母村的邮政编码为27800，INSEE市镇编码为27441。

## 政治
埃皮讷圣母村所属的省级选区为布里奥讷县。

## 人口

1962-2008年间埃皮讷圣母村人口变化图示

埃皮讷圣母村于2022年1月1日时的人口数量为69人。